# Victoria București
Victoria Bucureşti foi uma equipe romena de futebol com sede em Bucareste. Disputava a primeira divisão da Romênia (Campeonato Romeno de Futebol).
Seus jogos são mandados no Stadionul Florea Dumitrache, que possui capacidade para 1.500 espectadores.

## História
O Victoria Bucureşti foi fundado em 1949.